# Kleingedank
Die Familie Kleingedank zählte zu den bedeutendsten Dynastien des mittelalterlichen Köln und gehörte dem Kölner Patriziat an. Sie hatte die wichtigsten Positionen im Schöffenkollegium, in der Richerzeche und auch für lange Zeit im Rat inne.

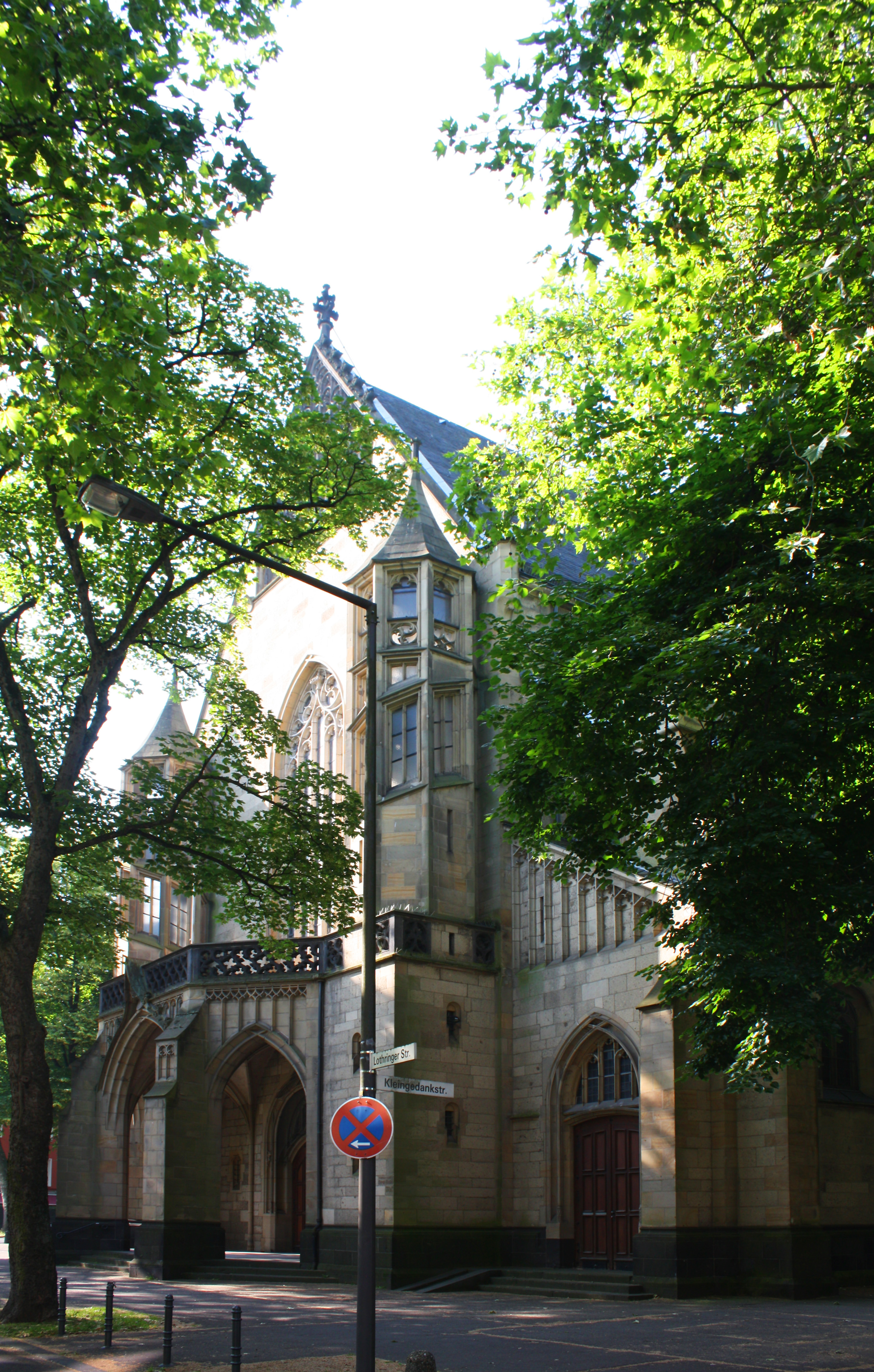
Kleingedankstraße an der Kirche St. Paul, Köln

## Der Name Kleingedank
Adam Wrede versuchte, die Etymologie des Familiennamens durch eine Wortteilung des ursprünglichen Namens „Cleynengedanc“ zu erklären. Er bezog die niederhochdeutschen Begriffe „klein(e)“ und „gedanc“ auf einen überaus genau denkenden und hinsehenden, scharfsinnigen Menschen.
Nach Wrede nannte sich das Geschlecht zwischen 1135 und 1180 „cleinegedanc“, aus dem ab 1160 bis 1172 auch „cleinegedang“ wurde. Wrede stellte bei seinen genealogischen Nachforschungen fest, dass bis zum Ende des 15. Jahrhunderts verschiedene nur kleinere Abweichungen dieser Urform des Familiennamens erfolgten. Den Namensträgern waren anfänglich germanische und später christliche Vornamen gegeben worden, die sich in den einzelnen Generationen häufig wiederholten. Hermann Keussen, Wrede und andere Historiker stützten sich dabei auf die Auswertung der um 1130 aufkommenden Schreinsurkunden der Kölner Pfarrbezirke und auf die Aufzeichnungen des im 13. Jahrhundert lebenden Stadtschreibers Gottfried Hagen.
Nach Wrede fand sich der Name Kleingedank für 1211 auch in Straßburg, Siegburg und Mainz und wurde noch für die Zeit um 1500 in Arnsberg belegt.

## Geschichte
Das Patriziergeschlecht der Kleingedank lässt sich in den Quellen der Stadt Köln ab der Mitte des 12. Jahrhunderts nachweisen. Es verzweigte sich im Laufe der Zeit, jedoch sind nur zwei Linien der Kleingedank durch ihre in Urkunden festgehaltenen Aktivitäten belegt. Diese Familien unterschieden sich durch einen Namenszusatz, der wahrscheinlich Bezug auf den jeweiligen Erben eines Stammsitzes nahm. Es war der Haupthof der Kleingedank in der westlichen Schaafenstraße (weiterer Besitz wurde später veräußert) und der Hof Mommersloch an der Severinstraße im Süden der Stadt. Der Hofbesitzer im Bezirk Severin wurde in den Quellen vereinzelt auch mit dem Zusatz „Kleingedank, genannt Mommersloch“ oder auch nur „Mummersloch“ bezeichnet. Der Historiker Paul Clemen konnte den in den Schreinsakten erwähnten Zweig Mommersloch (mit dem Geschlecht Hardef(v)ust verschwägert) bei seinen Recherchen zusätzlich belegen. Er beschrieb einen auf dem Elendskirchhof von St. Gregorius stehenden Grabstein eines Kleingedank, dessen Inschrift neben dem Todesjahr 1590 den Namen „Kaspar von Kleingedank, genannt Mommersloch“ trug.

### Macht, Niederlagen und familiärer Einfluss

#### Machterhalt durch Verschwägerungen
Bereits zum Ende des 12. Jahrhunderts waren die Kleingedank politisch aktiv. So war ein Heinrich Kleingedank im Jahr 1182 als Amtmann unter dem Stadtherrn Erzbischof Philipp I. von Heinsberg in der Richerzeche Kölns vertreten, und sein Nachfahre, ein späterer Heinrich Kleingedank, der mit Gertrudis Overstolz verheiratet war, bekleidete 1263 ein Schöffenamt. Ida Kleingedank heiratete 1255 Henricus Gryn und Gertrud Kleingedank 1265 Ludwig, den Sohn Dietrichs des Weisen von der Mühlengasse.
Wie diese drei Beispiele aufzeigen, waren Heiraten Mittel zum Zweck. Sie mehrten das Vermögen, steigerten das Ansehen und die politischen Einflussmöglichkeiten. Durch die entstandenen Verschwägerungen innerhalb der führenden Bürgermeisterfamilien blieb die Macht an der Spitze der Kölner Gesellschaft den Patriziern auch im Generationenwechsel erhalten.

#### Machtverlust, Ächtung und erneuter Aufstieg

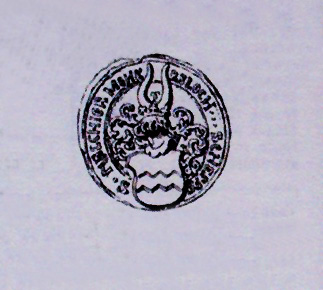
Siegelumschrift: „S• MELCHIOR MOMM ERLOCH • SCHEFFE“

Die später abgelöste Richerzeche war eine weltliche Bruderschaft und stellte einen Verband der Wohlhabenden, eine aus wenigen Familien bestehende Vereinigung dar und regierte durch selbsternannte Vertreter aus den eigenen Reihen die Stadt.
Obwohl sich auch diese Oberschicht der Stadt der Kirche tief verbunden fühlte, widersetzen sich auch die zu den etwa zehn führenden Geschlechtern gehörenden Kleingedank dem absoluten Machtanspruch des Kölner Erzbischofs, der zugleich ihr Landes- und Stadtherr war. An diesen Auseinandersetzungen mit dem Erzbischof, die seit den Emanzipationsbestrebungen der Bürgerschaft auftraten, waren Angehörige der Kleingedank in hohem Maße beteiligt. Ein Versuch der mächtigen Geschlechter, ihre nach dem „Großen Schied“ des Albertus Magnus von 1258 verlorene Macht zurückzuerhalten, endete mit Hinrichtungen, Inhaftierungen oder Ächtung der Anführer, die auf Geheiß von Konrad von Hochstaden durchgeführt wurden. Unter den von diesen Strafen betroffenen etwa 25 Familien waren allein fünf Mitglieder der Familien Kleingedank. Zu den Geächtetem gehörten Henricus, der im Jahr 1274, sowie Godefriedus, der im Jahr 1279 verstarb.
Erst nach der erzbischöflichen Niederlage in der Schlacht von Worringen, an der auch Patrizier wie Gerhard Overstolz teilnahmen, wurden auch die Kleingedank wieder politisch aktiv. Zusammen mit dem Schöffen Dietrich vom Hirtze amtierte Tilmann Kleingedank im Jahr 1317/18 erstmals als Bürgermeister der Stadt. 1334 war Hilger Kleingedank als Angehöriger des engeren Rates der Stadt Köln an einen Vertrag der Stadt mit Erzbischof Walram von Jülich beteiligt.
Gumpert Kleingedank genannt Mommersloch wurde Schöffe des Hohen Weltlichen Gerichtes zu Köln. Er war verheiratet mit Richmud (Steck) von Beeck. Noch im Jahr 1534 wurde er in Prozessakten als Schöffe bezeichnet.
Auch sein Sohn Melchior, der Christina von Rottkirchen geheiratet hatte, wurde Schöffe des Hohen Weltlichen Gerichtes in Köln. Melchiors überliefertes Siegel wies das Jahr 1547 aus. Die beiden Eheleute starben vor 1584.

#### Zusammenhalt und Streit der Geschlechter
Der Zusammenhalt und die gegenseitige Unterstützung, die sich die verschwägerten Familien gewährten, ließ die Familien mächtig und einflussreich werden. Diese gegenseitige Hilfe, auch in finanziellen Belangen, verdeutlichte ein Beleg des Jahres 1327. In diesem Jahr verbürgten sich Johann Overstolz und Eberhard Kleingedank gegenüber Johann von Lyskirchen für Bela Kleingedank bei der Übertragung zweier Zinslasten von den Höfen Butze und Weidenbach.
An den später ausbrechenden Konflikten innerhalb der Geschlechter waren die Kleingedank nicht beteiligt. Mit dem zu dieser Zeit als Ratsherr amtierenden Ingebrand Kleingedank nahm die Familie gegenüber den sich im Jahr 1396 gebildeten verfeindeten Parteien der „Greifen“ mit ihrem Führer Hilger Quattermart und der Partei der „Freunde“, die durch Konstantin von Lyskirchen angeführt wurde, eine neutrale Haltung ein.

### Kirchliches Engagement
In den oft kinderreichen Familien übernahm auch bei den Kleingedank im Erbfall in der Regel der älteste Sohn den Stammsitz. Geschwister gingen zumeist adäquate Ehen ein, die es ihnen im Einzelfall sogar erlaubten, auf das Erbteil oder eine Rente zu verzichten. So verzichteten 1290 Rigwin genannt Kleingedank (Clenegedanc), seine Ehefrau und ihre Kinder auf ihre Ansprüche in Höhe von 50 Mark cölnisch, die ihnen das Kapitel von St. Mariengraden aus einer Rente von 50 Maltern Hafer zu Flamersheim schuldete.
Einige strebten mit entsprechender Ausbildung ein Studium an und andere unter ihnen, die finanziell durch Erbteil oder Mitgift gut ausgestattet waren, wurden Beginen und Begarden, oder wandten sich einem geistlichen Leben zu, indem sie Nonnen, Mönche oder Priester, aber auch Stiftsdamen und -herren wurden. Auffallend viele der Frauen der Familie Kleingedank wählten für ihr künftiges Leben den Eintritt in die Gemeinschaft der Zisterzienserinnen.

#### Beginen und Nonnen
Etwa von 1275 bis 1303 traten aus der Familie Kleingedank neun der weiblichen Nachkommen in eine Gemeinschaft von Beginen ein. Weitere 15 schlossen sich einer klösterlichen Gemeinschaft an, davon zwölf den Zisterzienserinnen. Vier verließen die Stadt und wählten um 1275 den Eintritt in das Kloster Benden in Heide, eine in das Kloster Burbach. Fünf der Frauen traten zwischen 1260 und 1300 dem Ordenshaus Mariengarten bei. Je eine wählte sich das Kloster Seyn und Gertrud Kleingedank das Kloster zu Mechtern (Konvent zu den Märtyrern), in dem sie um 1336 von ihrer Gemeinschaft zur Äbtissin gewählt wurde.
Zwei entschieden sich für den Eintritt in das Prämonstratenserkloster Dünnwald und eine, Alstradis Kleingedank, für das Dominikanerinnenkloster St. Gertrud am Neumarkt, in dem sie von 1320 bis 1322 als Priorin wirkte.
1321 stiftete Bela (Sybille) von Mommersloch in der Stolkgasse des Niederich den Konvent „Zum Mommersloch“, der 1476 zum Kloster Apollonia der Augustinerinnen wurde.

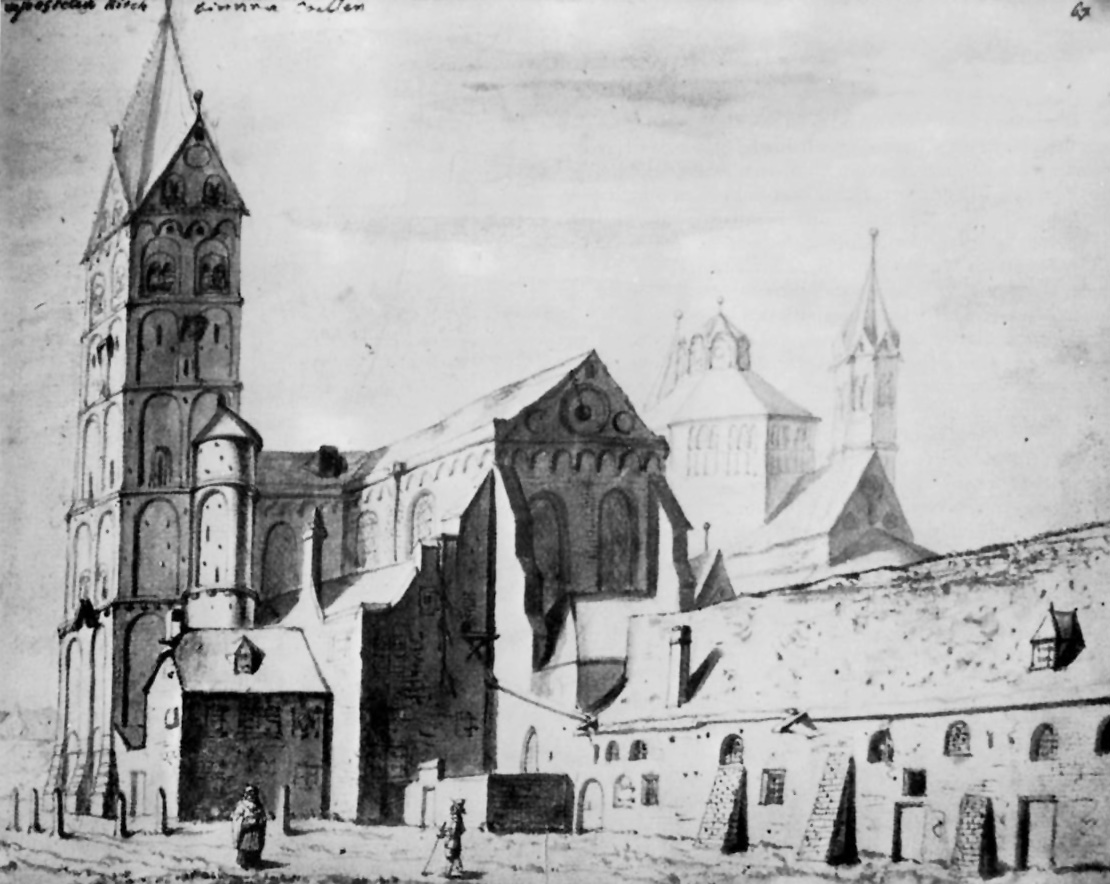
St. Aposteln, im Vordergrund die nach 1200 errichteten Stiftsgebäude. (Justus Finkenbaum um 1665)

#### Geistliche Herren
- Tilmann Kleingedank war 1278 Benediktinermönch zu Groß St. Martin in der Rheinvorstadt
- Im Jahr 1291 stiftete Henricus, Clericus Cleyngedanc, den „ad portam“ genannten Konvent an der Straße „In der Höhle“. Die im Jahr 1313 auf 20 Personen angewachsene Gemeinschaft siedelte auf die Breite Straße um.[16]
- Im Jahr 1302 war ein Hermann Kleingedank Pfarrer an St. Johann Baptist in der Vorstadt Oversburg tätig[5]
- Richolfus Kleingedank war 1315 Predigermönch (Dominikaner)
- 1322 wirkte Hubert Kleingedank als Kanonikus zu St. Aposteln.[17] Im Zusammenhang mit dem Haus seiner als „natürliche Tochter“ (filia naturalis) bezeichneten (wohl unehelichen) Tochter, wurde „Huperti Cleynegedanx“ als can. eccl. s. Aposteln in den Jahren 1342 und 1371 erneut angeführt.[18]
- Um 1362 war ein Johann Kleingedank (Cleyngedanc) Kanonikus zu St. Severin. Er und weitere Kanoniker des Stiftes kamen überein, dem Dekan Otto von Gennep freiwillig einen Anteil aus ihren Präsenzgeldern zu zahlen, obwohl dieser darauf keinen rechtlichen Anspruch hatte.[19]

### Grundbesitz der Kleingedank
Die Kleingedank zählten hinsichtlich ihres in den Schreinsakten angeführten Besitzes zu den großen privaten Grundbesitzern der Stadt Köln. Ihr Gewinnstreben schien, im Gegensatz zu den im Handelswesen reich gewordenen Geschlechtern, vornehmlich auf Immobiliengeschäfte ausgerichtet gewesen sein. Obwohl ihr Name an Orten alter Handelsrouten überliefert wurde, konnten Handelsaktivitäten der Kleingedank bis auf eine Ausnahme nicht nachgewiesen werden.
So soll nach Kellenbenz, Johannes Kleingedank genannt Mommersloch nach Westindien gelangt sein, wo er auf der Insel Cabo de la Vela verstarb. Es war ein vornehmlich von europäischen Kolonialunternehmen wie den Welsern wegen seiner Perlenvorkommen bereistes Gebiet. Noch vor seinem Tode soll ihm sein Bruder Balthasar dorthin gefolgt sein. Eine von diesen beiden Kaufleuten stammende Hinterlassenschaft ging später als Erbschaft an Catharina Mommersloch, Gattin des Hermann Lantzkrone. Die Erbschaft soll Gold und Perlen umfasst haben, die in den 1560er Jahren von dem Beauftragten Paulus Blackwaldt an die Familie ausgehändigt wurden.
Verpachtungen, An- oder Verkauf der mit einer Hofstadt (Curia) oder Häusern (Domus) bestandenen Liegenschaften der einzelnen Familienzweige gewährten ein stetiges Einkommen. Größere ertragreiche Güter oder Höfe der Familien befanden sich im Umland oder in den Vorstädten. An entstehenden Straßen sowie den freiwerdenden Befestigungswällen errichtete Zinshäuser mit ihren Erträgen wurden ebenso in den Schreinseintragungen festgehalten, wie auch ein Besitzwechsel kleinerer Objekte oder der zu zahlende Mietzins von Einzelwohnungen (Mansiones) „unter einem Dach“ in der Kernstadt.

#### Erhalt des Familienbesitzes durch Vererbung
Die Erbteilung zwischen den Geschwistern Gumpert und Clairgen Mommersloch des elterlichen Nachlasses im Jahr 1497 zeigt beispielhaft auf, welche Vermögenswerte innerhalb eines einzelnen Familienzweiges der Kölner Patrizier vorhanden waren.
Gumpert erhielt das Haus zum Mommersloch vor St. Alban, sechs Häuser unter Kranenbäumen in der Vorstadt Niederich, zwei „Gaddemen“ (aufgestellte Verkaufshäuser ohne Fundament) an der Hachtporzen am Dom, drei Häuser auf dem Büchel in der Pfarre St. Peter, ein Haus auf der St. Gereonsstraße, zwei Häuser feldwärts von den vier Häusern hinter St. Antonis an der Schildergasse, neun Weißpfennige vom Erbe in der „Kemmergasse“ am Griechenmarkt, drei Mark vom Brauhaus auf der St. Maximinenstraße, acht Mark von der Schmiede auf der Bach neben dem Haus zur Duyven, sieben Mark von Häusern auf der „Breiderstrassen“ (frühe Severinstraße) beim Hospital St. Johann in der Vorstadt Oversburg und die Hälfte von 26 Gulden einer Kölner Domrente.
Clairgen erhielt das Haus zum Aeren vor St. Laurenz, in dem Peter Roide und Ehefrau zur Miete wohnten, zwei Mark vom Haus zur Lilien (Neugasse), sieben Viertel Weingarten auf dem Aldengraven (heutige Eintrachtstraße) mit Wohnhaus, Kelterhaus und Bütten und den 17 Zinshäuschen dabei, zwei Häuser rheinwärts vor St. Antonis, 15 Mark vom Haus zum Hyrtz (Schildergasse) und die andere Hälfte der Domrente.
Clairgen hatte schon vorab aus dem Erbe als „Hilichsgut“ (zur Verlobung) Erbrenten von Höfen außerhalb Kölns und einem Hof bei Niederzier erhalten.
Gleichermaßen erhielt Gumpert Erbrenten von Besitzungen außerhalb Kölns und den Hof Kauweiler (bei Eschweiler über Feld). In Köln den dritten Teil von 40 Gulden und sechs Hühner vom Haus zum Raven auf dem Altermarkt zwischen dem Haus zum Spiegel und dem Haus von der Eren, drei Gulden vom Haus zum Scherffgin, gelegen vor den Kölner Kreuzbrüdern (an der Kreuzgasse) und fünf Gulden vom Haus Neuenburg an der „gulden Waage“ (heute Hohe Straße).

#### Größere Anwesen
- Der Vogtshof, der Gürzenichhof und der Hof Mauritius gehörten zu den sehr früh erwähnten Besitztümern der Familie. Everhard Kleingedank (Schöffe von 1197 bis 1212, gestorben 1247) und seine Frau Gertrud hatten den Hof des Vogtes Almarus (neben St. Maria im Kapitol) von den Volmerstein als Lehen erhalten. Ihr Sohn Gottfried, der 1259 als geächtet erwähnt wurde und 1275 verstarb, mehrte den Besitz der Familie um den halben Hof Gürzenich sowie um den an der Weyerstraße liegenden Hof s. Mauritius, nach dem sich später seine Nachkommen nannten.[5]
- Die alte Hofstätte der Eltern ging an die Familie der Hardefust über und wurde im Jahr 1455 als Besitz des Kaufmanns Johannes Hardenrath in den Schrein eingetragen.
- Der Rennenberghof wurde in den Jahren 1318 und 1329 als Grundbesitz der Familie „Cleynegedank“ am alten Graben (Antiqua fossa) des Eigelsteinbezirkes angeführt.[23]
- Der Hof Kleingedank am Hildeboldplatz wurde bereits im Jahr 1323 veräußert. Der Besitz der „Cleyngedank“ bestand dort aus mehreren Häusern und einem Weingarten (am heutigen Hildeboldplatz) (versus portam s. Gereonis), den Franko Hardefust, dessen Familie ebenfalls den Patriziern der Stadt zugehörte, erwarb.[24]

#### Kleinere Besitzungen
- 1212 wurde ein neben dem Machabäerkloster gelegenes Haus mit Garten von Johann de Lechenich, den man auch „Caput diaboli“ nannte, an Winemar Pincerra verkauft, der die Liegenschaft umgehend weiter an Everhard Cleynegedanc veräußerte.[25]
- Bereits 1291 hatte Henricus „dictus Clericus Cleyngedanc“ von dem „ad portam“ an der Straße „in der Höhle“ gelegenen Besitz ein Grundstück zur Errichtung eines Beginenkonventes gestiftet. Ein Haus „zoomes Cleynegedanck“ wurde im Jahr 1471 in der Schildergasse angeführt. Bis zum Beginn des 16. Jahrhunderts wurde in diesem Viertel, zwischen Oben Marspforten und Schildergasse, mehrfach Besitz der Kleingedank/Mommersloch angeführt, auch wurde wiederholt die Ortsbezeichnung „Mommerslochgasse“ verwendet. Die Steuerlisten der Jahre 1487/92 führten neben dem Haus- und Grundbesitz an der „Hellen“ auch Spezifikationen der Objekte an. So wurde die Anzahl der Schornsteine (Feuerstellen), aber auch der erhobene Mietzins in den zu dieser Zeit üblichen Oberländer Gulden angegeben.
- 1518 wurde die Lage eines Hauses in der Höhle (in der Hellen, auch Mummerslochgasse) präzise angegeben. Der Eintrag formulierte: „das alte Haus genannt ‚zom Cleynengedank‘ neben der Gaffelpforte am Haus der Buntwörter, die auch Gesellschaftspforte genannt wurde, zur Schildergasse wärts.“[26]

### Kleingedank, Pavone, Mommersloch
Der älteste bekannte Mommersloch war Ludovicus de Mumbernisloche oder Mimbernisloche, der zwischen 1165 und 1172 starb. Sein Sohn Ludovicus war zwischen 1205 und 1214 Amtmann der Richerzeche. Sein Sohn Hildegerus heiratete 1230 Blithildis, möglicherweise eine Erbtochter der Kleingedank, deren Wappen und Name übernommen wurde.

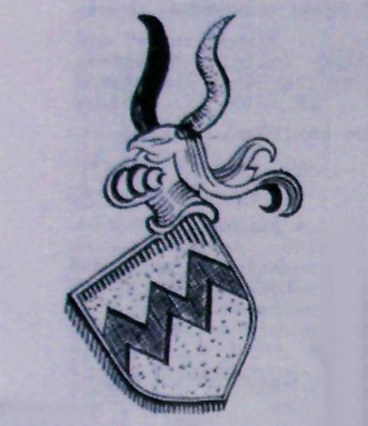
:Kleingedank de Mommersloch
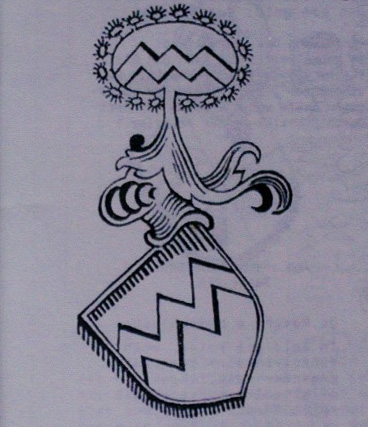
Wappen der Kleingedank de Pavone, genannt Mommersloch
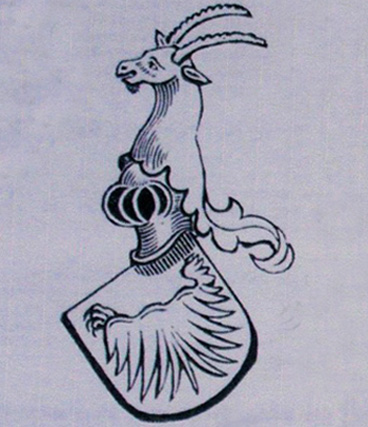
Pavone de-Mommersloch

#### Wappen
- Ein in Gold gehaltener Schild der „Kleingedank de Mommersloch“ hatte einen dreimal eckig geschobenen schwarzen Balken. Den Helm bekrönten ein schwarzes und ein goldenes Büffelhorn.
- Das Wappen der „Kleingedank de Pavone“ wurde wie folgt beschrieben: In Rot ein silberner viermal eckig verschobener Balken. Helm mit Hut, Fächerbrett wie der Schild bezeichnet, mit Pfaufedern besteckt.
- Dem goldenen Schild der „De Pavone / Mommersloch“ war eine rote Adlerschwinge und eine oben rechts angeordnete Bärentatze eingefügt. Den Helm des Wappens zierte ein goldener Bockskopf mit roten Hörnern.[27]

#### Hof Mommersloch
Kaspar Kleingedank genannt Mommersloch besaß den Hof Mommerloch in Kirchspiel St. Severin. Er starb 1590 und wurde in der Vorgängerkapelle von St. Gregorius „ahn dem elendigen Kirchhoff zu Cöllen“ bestattet. Die Grabplatte des Kaspar Kleingedank war mit den Wappen der Eltern verziert, dem des Vaters Gumpert Kleingedank genannt Mommersloch, Schöffe des Hohen Weltlichen Gerichtes zu Köln, und dem der Mutter Richmud (Steck) von Beeck. Eine Umschrift verkündete der Nachwelt:
 Ao. 1590 den 16. Mert ist gestorben der Edler und Vester Caspar von Kleingedanck genannt Mommersloch, letzter von dem alten Römischen Geschlecht.
Die Schwester des letzten Kleingedank/Mommersloch, Catharina Kleingedank genannt Mommersloch war verheiratet mit Hermann von Hirze genannt Lantzkron.

### Stammsitz und Umfeld

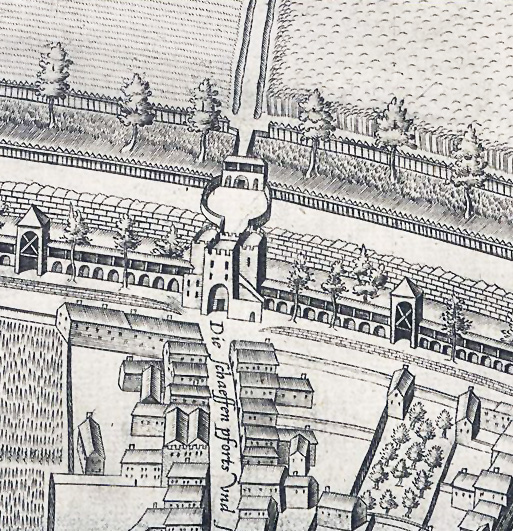
Schaafentor, der davor verlaufende Wall und die zum Marsilstein führende Schaafenstraße. (Arnold Mercator um 1571)

Der Stammsitz der Familie entstand auf dem ehemaligen Gelände des um 1020/30 gegründeten Stiftes St. Aposteln, zu dem die Familie enge Beziehungen pflegte. Der recht große Grundbesitz ragte an dieser Stelle in das Kirchspiel St. Mauritius und damit in das Gebiet des Stiftes St. Pantaleon hinein.
Das Gelände lag westlich des im 11. Jahrhundert in der Höhe des „Laach“ in die Römermauer gebrochenen Tores, der „porta ovina“ (alte Schaafenpforte), die einen Weg in die Feldflur entstehen ließ. Dieser Weg entwickelte sich dann zu den heutigen Straßen Marsilstein (dem mittelalterlichen Eselsmarkt) und der an das neue Schaafentor führenden Schaafenstraße, die bis weit in die Neuzeit von Höfen, Ställen und der dort vorrangig betriebenen Schafzucht geprägt war.

#### Kleingedankhof Schaafenstraße
Die südlich der Schaafenstraße, zwischen den Straßen Rinkenpfuhl und Mauritiuswal gelegenen, 1283 und 1293 durch „Hildeger Cleynegedanc“ („iuxta ovinam portam“) erworbenen, dem Stift St. Aposteln zinspflichtigen Liegenschaften wurden zu dem mehrere Jahrhunderte bestehenden großen Stammsitz des Geschlechts Kleingedank.
Fünfzig Jahre später war der Hof im Besitz des „Gobel Cleyngedang“, dessen Frau Yda nach Gobels Tod in das Klarissenkloster St. Klara eintrat. Es folgte 1381 als neuer Herr des Hofes der Kölner Ratsherr Ingebrand, der erstmals in der heutigen Namensform Kleingedank genannt wurde. Im Jahr 1393 erwarb das Anwesen (die curia zůme Cleyngedancke) Gerhard de Cusino, der jedoch die Bezeichnung des Hofes beibehielt.
Ein sich im Jahr 1619 ereignender Großbrand verwüstete viele der Häuser im Kirchspiel St. Aposteln. Allein in der Schaafenstraße, im Bereich der Pforte, brannten, ohne die angeführten Scheuern und Ställe, über 30 Häuser nieder. Im Jahr 1624 geriet der Hof Kleingedank durch einen von seinen Gebäuden an der Schaafenstraße ausgehenden Brand in den Mittelpunkt einer gerichtlichen Auseinandersetzung.
Nach dem Historiker Thomas befand sich der Hof Kleingedank zuletzt im Besitz der Kölner Familien Junkersdorf und Lülsdorf. Er wurde um 1874, wie auch der benachbarte Hof des Johann Rinck niedergelegt, um der geplanten Balduinstraße mit ihrer Bebauung Raum zu schaffen.

## Gedenken in der Stadt Köln
Die Stadt Köln pflegt die Erinnerung an viele der alten Patrizierfamilien, die aus ihren Reihen auch viele Bürgermeister stellten. So benannte sie Straßen nach den Geschlechtern der Hardefust, der Overstolzen, der Gyr, der Quatermakt, der Scherfgin und Hirtz, der Lyskirchen und auch der Kleingedank.